# Чупинское городское поселение
Чупи́нское городское поселение — муниципальное образование в составе Лоухского района Республики Карелия Российской Федерации. Административный центр — посёлок городского типа Чупа.

## Население
| 2009  | 2010  | 2012  | 2013  | 2014  | 2015  | 2016  |
| ----- | ----- | ----- | ----- | ----- | ----- | ----- |
| 3327  | ↘2924 | ↘2763 | ↘2647 | ↘2571 | ↘2513 | ↘2409 |
| 2017  | 2018  | 2019  | 2020  | 2021  | 2023  |       |
| ↘2324 | ↘2250 | ↘2203 | ↘2171 | ↗2192 | ↘2134 |       |

## Населённые пункты
В состав сельского поселения входит 2 населённых пункта (в том числе 1 населённый пункт в составе пгт):
| № | Населённый пункт | Тип населённого пункта  | Население |
| - | ---------------- | ----------------------- | --------- |
| 1 | Чупа             | посёлок городского типа | ↘2016     |
| 2 | Чупа             | станция                 | 0         |